# Archaesphaerinae
Rhapydionininae es una subfamilia de foraminíferos bentónicos de la familia Archaesphaeridae, de la superfamilia Parathuramminoidea, del suborden Fusulinina y del orden Fusulinida. Su rango cronoestratigráfico abarca desde el Silúrico superior hasta el Tournaisiense (Carbonífero inferior).

## Discusión
Clasificaciones más recientes incluyen Rhapydionininae en la superfamilia Caligelloidea, del suborden Earlandiina, del orden Earlandiida, de la subclase Afusulinana y de la clase Fusulinata.

## Clasificación
Archaesphaerinae incluye a los siguientes géneros:
- Arakaevella †
- Archaesphaera †
- Diplosphaerina †
- Eoammosphaeroides †
- Neoarchaesphaera †
- Parastegnammina †
- Quasiirregularina †
- Rauserina †
- Vicinesphaera †

Otros géneros considerados en Archaesphaerinae son:
- Diplosphaera †, sustituido por Diplosphaerina
- Neotuberitina †, aceptado como Diplosphaerina
- Quasituberitina †, aceptado como Diplosphaerina